# ジョン・フリン (映画監督)
ジョン・フリン（John Flynn,  1932年3月14日 - 2007年4月4日）は、アメリカ合衆国の映画監督。

## 来歴
シカゴに生まれ、カリフォルニア州で育つ。カリフォルニア大学ロサンゼルス校でジャーナリズムの学位を授与された。
卒業後、ロバート・ワイズのもとで働き始め、彼の監督作品『拳銃の報酬』（1959年）で助手を務める。その後、J・リー・トンプソンのもとで助監督を務める。
1961年、映画監督デビュー。1977年、『ローリング・サンダー』が高く評価される。主にアクション映画を多く手がけ、ほかに『ロックアップ』などが知られる。
2007年4月4日、自宅で就寝中に死去、75歳。

## 主な監督作品
- 軍曹 The Sergeant (1968)
- 愛と死のエルサレム The Jerusalem File (1972)
- 組織 The Outfit (1973)
- ローリング・サンダー Rolling Thunder (1977)
- 摩天楼ブルース Defiance (1980)
- 伝説のマリリン・モンロー Marilyn: The Untold Story (1980) テレビ映画
- 殺しのベストセラー Best Seller|Best Seller (1987)
- ロックアップ Lock Up (1989)
- アウト・フォー・ジャスティス Out for Justice (1991)
- ネイルズ Nails (1993) テレビ映画
- カリブ 愛欲の罠 Scam (1993) テレビ映画
- ブレインスキャン Brainscan (1994)
- 密告の代償 Protection (2001)